# Elhaida Dani
Elhaida Dani (n. 17 februarie 1993, Shkodër, Albania) este o cântăreață, compozitoare și actriță albaneză, cunoscută pentru vocea sa puternică și versatilitatea artistică. A câștigat recunoaștere internațională după ce a triumfat în competiții muzicale importante și a reprezentat Albania la diverse evenimente internaționale.
A început să cânte de la o vârstă fragedă, participând la festivaluri locale și naționale. În 2013 a câștigat versiunea italiană a emisiunii The Voice, impresionând juriul și publicul cu interpretările sale emoționante. Această victorie i-a deschis porțile către o carieră internațională.
În 2015, Elhaida a reprezentat Albania la Concursul Muzical Eurovision cu piesa „I'm Alive”, obținând aprecieri pentru performanța sa vocală și prezența scenică. De-a lungul carierei, a lansat mai multe single-uri de succes și a colaborat cu artiști renumiți din regiune.
Pe lângă cariera muzicală, Elhaida a jucat în producții teatrale și muzicale, demonstrându-și talentul actoricesc. A interpretat rolurile Esmeralda și Fleur-de-Lys în musicalul Notre-Dame de Paris, participând la turnee în Franța și Italia.